# Topolovec Pisarovinski
Topolovec Pisarovinski – wieś w Chorwacji, w żupanii zagrzebskiej, w gminie Pisarovina. W 2011 roku liczyła 61 mieszkańców.